# Зоран Зекич
Зоран Зекич (на хърватски: Zoran Zekić) е бивш хърватски футболист и настоящ треньор.

## Кариера

### Кариера като футболист
Кариерата му на футболист не е бляскава и за 17 години сменя близо 20 тима в Хърватия, Босна и Херцеговина, Германия и Израел.

### Кариера като треньор
Навлиза в треньорския занаят през 2010 г., когато застава начело на аматьорския отбор Максимир, като през първия сезон в тима е играещ треньор. От сезон 2013/14 води дублиращата формания на молдовския гранд Шериф. През следващия сезон поема и представителния състав, но не успява да спечели титлата заради по-лошата голвора разлика от тази на конкурента Милсами Орхей.
От 1 септември 2015 г. е старши треньор на Осиек. В дебютния му сезон начело, Осиек завършва осми в крайното подреждане. В сезон 2016/17 извежда тима си до 4-та позиция, даваща право на участие в ЕКТ. Това е и най-високото класиране на отбора за посбедните десет сезона. В квалификационните кръгове на Лига Европа отстранява последователно отборите на Санта Колома и Люцерн. В третия квалификационен кръг съперник е холандският гранд ПСВ Айндховен, като воденият от Зекич отбор сътворява сензация, постигайки две победи с по 1:0. В решителния плейоф Аустрия Виена се оказва непреодолимо препятствие, и след като отстъпва като домакин с 1:2 и печели с 1:0 като гост, хърватският тим отпада.